# Rally de Ferrol de 2009
El Rally de Ferrol de 2009 fue la 40.º edición y la sexta ronda de la temporada 2009 del Campeonato de España de Rally. Fue también puntuable para la Beca RMC, la Challenge Clio R3, la Mitsubishi Evo Cup y la Copa Suzuki Swift. Se celebró del 28 de agosto al 29 de agosto y contó con un itinerario de ocho tramos que sumaban un total 156 km cronometrados.

## Itinerario
| Día   | Tramo | Nombre                            | Distancia | Hora  | Ganador              | Tiempo  | Líder          |
| ----- | ----- | --------------------------------- | --------- | ----- | -------------------- | ------- | -------------- |
| Día 1 | TC1   | San Sadurniño-Moeche 1            | 21.36 km  | 19:01 | Xavier Pons          | 14:07.5 | Xavier Pons    |
| Día 1 | TC2   | As Somozas-Ortigueira-As Pontes 1 | 27.04 km  | 19:35 | Xavier Pons          | 15:46.8 | Xavier Pons    |
| Día 1 | TC3   | San Sadurniño-Moeche 2            | 21.36 km  | 22:04 | Sergio Vallejo       | 14:10.8 | Xavier Pons    |
| Día 1 | TC4   | Ferrol Urbano                     | 1.74 km   | 23:08 | Xavier Pons          | 1:32.3  | Xavier Pons    |
| Día 2 | TC5   | Monfero-Irixoa 1                  | 18.02 km  | 08:57 | Xavier Pons          | 12:23.9 | Xavier Pons    |
| Día 2 | TC6   | Monfero-Monfero 1                 | 24.24 km  | 09:32 | Xavier Pons          | 14:53.8 | Xavier Pons    |
| Día 2 | TC7   | Monfero-Irixoa 2                  | 18.02 km  | 12:09 | Enrique García Ojeda | 12:27.3 | Sergio Vallejo |
| Día 2 | TC8   | Monfero-Monfero 2                 | 24.24 km  | 12:44 | Alberto Hevia        | 14:44.1 | Alberto Hevia  |

## Clasificación final
| Pos. | Piloto               | Copiloto          | Automóvil                | Tiempo    | Diferencia |
| ---- | -------------------- | ----------------- | ------------------------ | --------- | ---------- |
| 1.   | Alberto Hevia        | Alberto Iglesias  | Škoda Fabia S2000        | 1:41:15.3 | 0.0        |
| 2.   | Sergio Vallejo       | Diego Vallejo     | Porsche 997 GT3 RS 3.6   | 1:41:19.7 | +4.4       |
| 3.   | Enrique García Ojeda | Óscar Sánchez     | Subaru Impreza STi       | 1:42:15.4 | +1:00.1    |
| 4.   | Iván Ares            | Francisco Lema    | Mitsubishi Lancer Evo IX | 1:45:23.5 | +4:08.2    |
| 5.   | Alberto Monarri      | Alberto Chamorro  | Subaru Impreza STi N14   | 1:47:09.6 | +5:54.3    |
| 6.   | Joan Vinyes          | Jordi Mercader    | Renault Clio R3          | 1:48:39.7 | +7:24.4    |
| 7.   | Álvaro Muñiz         | César F. Blanco   | Mitsubishi Lancer Evo X  | 1:49:58.0 | +8:42.7    |
| 8.   | Jonathan Pérez       | Enrique Velasco   | Renault Clio R3          | 1:50:01.5 | +8:46.2    |
| 9.   | Carlos Márquez       | Aintzane Goñi     | Mitsubishi Lancer Evo X  | 1:51:29.3 | +10:14.0   |
| 10.  | Fran Cima            | Alejandro Noriega | Renault Clio R3          | 1:51:59.5 | +10:44.2   |